# Fairy bread
Le fairy bread, littéralement en français « pain de fée », est un pain blanc coupé en tranches, qui se tartine avec du beurre ou de la margarine et recouvert de paillettes ou de nonpareille. Chaque tranche est généralement coupée en quatre triangles identiques.
L'origine du fairy bread remonte aux années 1920, en Australie, où sa première mention figure dans The Hobart Mercury, qui décrit les enfants en consommant lors d'une fête. Il est souvent servi lors des fêtes d'enfants en Australie et en Nouvelle-Zélande,. L'origine du terme n'est pas connue, mais cela peut venir du poème Fairy Pain de Robert Louis Stevenson, A Child's Garden of Verses, publié en 1885.